# System klasyfikacji biofarmaceutycznej
System klasyfikacji biofarmaceutycznej (ang. Biopharmaceutics Classification System), w skrócie BCS to system klasyfikacji substancji leczniczych pod względem ich właściwości biofarmaceutycznych, czyli pod względem rozpuszczalności w wodzie i przenikalności przez bariery biologiczne. System ten charakteryzuje leki pod kątem łatwości ich uwalniania (dostępność farmaceutyczna) i wchłaniania (dostępność biologiczna. Informuje zatem o dwóch pierwszych etapach zmian, jakim podlega lek po podaniu do organizmu. Zmiany te opisywane są w systemie LADME, i BCS opisuje etapy: L – liberation (uwalnianie) i A – absorption (wchłanianie).
Za substancję bardzo dobrze przenikającą, w rozumieniu systemu klasyfikacji biofarmaceutycznej, uznaje się substancję, która wchłania się w ilości co najmniej 90% podanej dawki. Substancje stosunkowo dobrze przenikające wchłaniają się w 50-89% podanej dawki a słabo przenikające – w mniej niż 50%.
Za substancję dobrze rozpuszczalną, w rozumieniu systemu klasyfikacji biofarmaceutycznej, uznaje się substancję, której ilość, stanowiąca najwyższą stosowaną leczniczo dawkę, rozpuszcza się w objętości 250 ml roztworu, o pH w zakresie 1-7,5 i w temperaturze 37°C.

## Według BCS substancje lecznicze można podzielić na cztery grupy

### Grupa I
Substancje dobrze rozpuszczalne i dobrze przenikające

Leki z tej grupy charakteryzują się wysoką dostępnością farmaceutyczną i biologiczną, wchłaniają się szybko i łatwo. Szybkość ich wchłaniania zwykle przewyższa nawet szybkość uwalniania się z postaci leku. W związku z tym o szybkości wchłaniania decyduje prawie wyłącznie szybkość uwalniania. Leki zakwalifikowane do grupy I są często zwolnione z badań biorównoważności, czyli porównywania dostępności biologicznej, przed wprowadzeniem na rynek leku generycznego z daną substancją. Dostępność biologiczna tych leków jest zbliżona do ich dostępności farmaceutycznej.
Przykład: Metoprolol

### Grupa II
Substancje słabo rozpuszczalne ale dobrze przenikające

Dostępność biologiczna leków z tej grupy jest ograniczona przez ich słabe rozpuszczanie się, więc szybkość ich wchłaniania jest zbliżona do szybkości rozpuszczania się. Leki z tej grupy wykazują wysoką korelację między badaniami in vitro i in vivo (IVIV).
Można zatem w dużym stopniu przewidzieć jaka będzie ich dostępność biologiczna, znając dostępność farmaceutyczną. Mimo to, dla leków z tej grupy przeprowadza się rutynowo badania biorównoważności.
Przykład: Glibenklamid

### Grupa III
Substancje dobrze rozpuszczalne ale słabo przenikające

Po podaniu leku, substancja lecznicza uwalnia się szybko, ale jest powoli wchłaniana. Dla leków takich wskazane jest projektowanie leków o przyspieszonym uwalnianiu, tak aby czas wchłaniania zaczynał się możliwie szybko.
Przykład: Cymetydyna

### Grupa IV
Substancje słabo rozpuszczalne i słabo przenikające

Leki z tej grupy charakteryzują się niską dostępnością farmaceutyczną i biologiczną. Wykazują bardzo słabą korelację między IVIV i muszą być szczegółowo badane.
Przykład: Hydrochlorotiazyd